# Burgnac
Burgnac é uma comuna francesa na região administrativa da Nova Aquitânia, no departamento de Alto Vienne. Estende-se por uma área de 11,50 km². Em 2010 a comuna tinha 861 habitantes (densidade: 74,9 hab./km²).